# Helina albuquerquei
Helina albuquerquei este o specie de muște din genul Helina, familia Muscidae, descrisă de Adrian C. Pont în anul 1972. Conform Catalogue of Life specia Helina albuquerquei nu are subspecii cunoscute.